# آفتاب‌سوختگی (فیلم ۱۹۷۹)
آفتاب‌سوختگی (انگلیسی: Sunburn) فیلمی به کارگردانی ریچارد سی سارافیان است.

## بازیگران
- فارا فاست
- چارلز گرودین
- آرت کارنی
- جوآن کالینز
- ویلیام دنیلز
- النور پارکر
- کینن وین
- جک کروشن
- جان هیلرمن
- سیمور کاسل